# Dresden (Kansas)
Dresden es una ciudad ubicada en el de condado de Decatur en el estado estadounidense de Kansas. En el año 2010 tenía una población de 41 habitantes y una densidad poblacional de 17,08 personas por km².

## Geografía
Dresden se encuentra ubicada en las coordenadas 39°37′20″N 100°25′17″O / 39.62222, -100.42139 (39.622221, -100.421403).

## Demografía
Según la Oficina del Censo en 2000 los ingresos medios por hogar en la localidad eran de $24,375 y los ingresos medios por familia eran $31,500. Los hombres tenían unos ingresos medios de $12,500 frente a los $11,250 para las mujeres. La renta per cápita para la localidad era de $17,236. Alrededor del 0% de la población estaban por debajo del umbral de pobreza.